# Іан Мердок
Іан Ешлі Мердок (англ. Ian Ashley Murdock; 28 квітня 1973, Констанц, Німеччина — 28 грудня 2015) — американський розробник програмного забезпечення, відомий як засновник проєкту Debian і комерційного проєкту Progeny Linux Systems.

## Біографія
Іан Мердок народився в Констанці, ФРН 28 квітня 1973. Під час навчання в Університеті Пердью написав Маніфест Debian. В 1998 році закінчив Університет Пердью зі ступенем бакалавра інформатики.
Назва Debian складається з імені його тодішньої подруги Дебри Лінн і його імені (Деб і Іен). Згодом вони одружилися (десь між 1993 і 1996), подали на розлучення в серпні 2007 року, і отримали розлучення в січні 2008 року.
Працював у Sun як керівник проєкту Project Indiana. З березня 2007 до лютого 2010 року він був віце-президентом з нових платформ у Sun. Коли компанія злилась з Oracle, звільнився.
Був віце-президентом платформної і розробницької спільноти в ExactTarget, зі штаб-квартирою в Індіанаполісі.
Помер у результаті самогубства (повішення) 28 грудня 2015 року.

## Ланки
- Офіційний сайт